# Asz-Szaddada
Asz-Szaddada (arab. ‏الشدادة‎) – miasto w Syrii, w muhafazie Al-Hasaka. W spisie z 2004 roku liczyło 15 806 mieszkańców.
Podczas wojny w Syrii zajęte 14 lutego 2013 przez dżihadystów Dżabhat an-Nusra, od 2014 pod kontrolą tzw. Państwa Islamskiego (ISIS). 19 lutego 2016 wyzwolone spod rządów ISIS przez Syryjskie Siły Demokratyczne.